# Jezioro Budzisławskie
Jezioro Budzisławskie – jezioro polodowcowe położone na Równinie Wrzesińskiej (powiat koniński, województwo wielkopolskie). Jezioro jest częścią Powidzkiego Parku Krajobrazowego